# Bahaya
Der Berg Bahaya (Somali: Baxaya) ist – nach dem Shimbiris – die zweithöchste Erhebung in Somalia mit einer Höhe von 2084 m. Er liegt südlich von Qandala, östlich von Boosaaso (Bender Cassim), in der Verwaltungsregion Bari. Unweit nördlich des Bahaya liegt die Küste am Golf von Aden.